# Piet Derksen
Petrus Henricus (Piet) Derksen (Rotterdam, 15 februari 1913 – Westerhoven, 24 februari 1996) was een Nederlandse zakenman en filantroop. Hij is de grondlegger van Sporthuis Centrum, het latere Center Parcs, een Nederlandse keten van vakantieparken.
Derksen groeide op in Rotterdam als zoon van een Nederlandse vader en een Vlaamse moeder. Omdat zijn vader vond dat hij te veel met zijn neus in de boeken zat, dwong hij zijn zoon te gaan tennissen. Piet bleek niet zo geïnteresseerd in de sport, maar ontdekte wel de zakelijke kant van de sport. In de jaren veertig kocht hij met leningen van familieleden een tennisbaan in Kralingen. Behalve het verhuren van de baan richtte hij zich op het repareren van tennisattributen.

## Bedrijf
Begin jaren 1950 besloot hij zijn baan bij Unilever op te zeggen om een winkel in sportartikelen te beginnen. In 1953 werd aan de Rotterdamse Lijnbaan zijn "Sporthuis Centrum" geopend. De winkel bleek een gat in de markt en er volgden nog vele vestigingen elders in Nederland. In de jaren 1960 kreeg de bevolking door de toegenomen welvaart steeds meer vrije tijd en begon de keten zich ook toe te leggen op de verkoop van kampeerartikelen. Om in eigen productie te kunnen voorzien, kocht Derksen een tentenfabriek in Noord-Brabant. 
De recreanten wilden echter steeds grotere en mooiere tenten, waardoor hij op het idee kwam zelf tenten in te richten en te verhuren. Hij kocht een stuk bos, De Lommerbergen, bij Reuver in Midden-Limburg en liet er tenthuisjes plaatsen. Personeel en klanten konden hiervoor bij Sporthuis Centrum een vakantie boeken. Het park bleek een gigantisch succes en de tenthuisjes werden al snel vervangen door bungalows. In de volgende jaren liet Derksen ook op andere plaatsen in Nederland vakantieparken bouwen. Het bedrijf ontwikkelde zich zo sterk, dat hij in 1978 besloot zijn sportwarenhuizen te verkopen aan Perry Sport en zich volledig te concentreren op de vakantieparken. Derksen breidde zijn werkterrein met het bedrijf uit naar het buitenland: in 1981 werd het eerste park in België geopend, in 1987 in Engeland en in 1988 in Frankrijk. Vanwege deze expansie werd de naam Sporthuis Centrum in 1986 vervangen door Center Parcs.
Derksen besloot zelf in een ruime bungalow op een van zijn parken, De Kempervennen, te gaan wonen. Hij kon zo dagelijks gebruikmaken van de voorzieningen op het park en mede aan de hand van reacties en wensen van zijn gasten afleiden hoe de parken verder verbeterd konden worden. 
In 1982 ging Derksen met Center Parcs, toen nog Sporthuis Centrum, naar de beurs. Hij verkocht dertig procent van de aandelen, voor ongeveer 300 miljoen gulden (135 miljoen euro). De resterende zeventig procent hield hij in eigendom. In 1989 trok Derksen zich volledig terug uit Center Parcs en verkocht zijn overige aandelen voor naar schatting 700 miljoen gulden (330 miljoen euro) aan de Britse brouwerij Scottish & Newcastle. Hij bleef tot aan zijn dood in 1996 in zijn bungalow op De Kempervennen wonen.

## Geloof
Derksen was een zeer gelovig katholiek man en droeg dat ook uit in zijn parken, die standaard voorzien werden van kerken en kapelletjes. Twee derde van de opbrengst van de aandelenverkoop stak hij in de stichting "Levend Water", die hij in 1980 - na het te boven komen van een zware ziekte - had opgericht. De stichting had tot doel "in overeenstemming met de leer van de Rooms-Katholieke Kerk en geïnspireerd vanuit de katholieke gemeenschap binnen en buiten Nederland het evangelie uit te dragen". "Levend Water Beheer", een bv van de stichting, belegde het vermogen en financierde met de winst de activiteiten van een andere stichting, "Getuigenis van Gods Liefde", op het gebied van geloofsverkondiging en ontwikkelingshulp aan de allerarmsten in de wereld. Derksen was een groot vereerder van paus Johannes Paulus II, Moeder Teresa en de Amerikaanse Moeder Angelica, die hij financieel steunde bij de oprichting van het streng-conservatieve Eternal Word Television Network.
In Nederland was hij onder meer betrokken bij de oprichting van het Katholiek Nieuwsblad in 1983 en het familietijdschrift Manna in 1988, waarvan Mat Herben hoofdredacteur werd. Uit onvrede met de bestaande katholieke media opende Derksen  in 1990 te Brussel het Robert Schuman Instituut voor journalistiek, een opleidingscentrum voor katholieke journalisten. Hij ergerde zich vooral aan de slappe houding van de KRO en maakte daarom plannen voor de oprichting van een behoudende katholieke omroep (de Rooms-Katholieke Omroep (RKO)), naar het voorbeeld van de succesvolle protestantse EO. Dit plan werd echter tegengehouden door de Nederlandse bisschoppenconferentie onder leiding van mediabisschop Bär, die de KRO bleef steunen. Met andere bisschoppen kon Derksen beter overweg. Met de steun van bisschop Henricus Bomers van Haarlem kocht Derksen een voormalig klooster in Nieuwe Niedorp om er een gemeenschap voor behoudende priesterstudenten op te zetten. Onder toestemming van zijn persoonlijke vriend bisschop Johannes ter Schure van het bisdom 's-Hertogenbosch mocht hij in het hoofdkantoor van Getuigenis van Gods Liefde in Eindhoven een kapel oprichten, waar hij tot zijn dood dagelijks kwam bidden.
Naast veel succesvolle investeringen ging een groot deel van Derksens geld verloren aan mislukte beleggingen van Levend Water Beheer en aan gelovigen, die hem voor dubieuze projecten om geld vroegen en dit ook kregen.
Derksen overleed op 83-jarige leeftijd.

## Erfenis
Al voor zijn dood was er onenigheid ontstaan over de erfenis. Derksen liet in 1993 een deel van zijn resterende vermogen, zo'n 300 miljoen gulden (135 miljoen euro), doorsluizen naar een trust op Gibraltar. Hij wilde zo het Nederlands erfrecht omzeilen en veiligstellen dat het geld na zijn dood besteed zou worden aan goede doelen. Zijn kinderen en zakenpartners spanden daarop een proces tegen hem aan. Uiteindelijk gaf hij het geld alsnog aan zijn kinderen. 
Na zijn dood ontstond wederom onenigheid tussen de kinderen en zijn zakenpartners, ditmaal over de honderden miljoenen die in beheer waren bij Levend Water en een apart vastgoedfonds. Ook hier trokken de kinderen aan het langste eind: Levend Water werd geliquideerd en de erfenis onder hen verdeeld. Zij behoren nog steeds tot de rijksten van Nederland met een geschat vermogen van ongeveer honderd miljoen euro.